# 小行星4702
小行星4702（英語：4702 Berounka）是一颗围绕太阳公转的小行星。1987年4月23日，安東寧·姆爾科斯在克列特发现了此天体。
这颗小行星的绝对星等为134.49491等。